# Эдвардс, Алия
Али́я Э́двардс (англ. Aaliyah Edwards; род. 9 июля 2002, Кингстон, Онтарио, Канада) — канадская профессиональная баскетболистка, выступающая в женской национальной баскетбольной ассоциации за клуб «Коннектикут Сан». Была выбрана на драфте ВНБА 2024 года в первом раунде под шестым номером клубом «Вашингтон Мистикс». Играет на позиции лёгкого форварда.

## Карьера
Родилась 9 июля 2002 года в Кингстоне, Канада, в семье Жаклин и Сэнфорда Эдвардсов. В подростковом возрасте играла за команду «Кингстон-Импакт». В девятом и десятом классах выступала за «Фронтенак-Фэлконс».
В 2020 году стала игроком «Коннектикут Хаскис». В дебютном сезоне приняла участие в 24 матчах, шесть раз выходя в стартовом составе. В сезоне 2021/22 появилась во всех 36 играх, в 26 из которых выходила в старте. В сезоне 2022/2023 выходила в стартовом составе во всех 37 играх, набирая в среднем 16,6 очка и совершая девять подборов за игру. 15 апреля 2024 года Была выбрана на драфте ВНБА в первом раунде под общим шестым номером командой «Вашингтон Мистикс». 18 апреля подписала контракт с командой. 15 мая дебютировала в матче против «Нью-Йорк Либерти», набрав шесть очков и совершив два подбора за 14 минут игрового времени. В течение сезона попеременно выходила в стартовом составе, зачастую заменяя центровую Шакиру Остин, которая боролась с травмами. Сама Эдвардс пропустила три игры в июне и последние три игры сезона в сентябре из-за травм спины и лодыжки соответственно. В целом, в дебютном сезоне сыграла в 34 играх и в 17 из них выходила в стартовом составе, набирая в среднем 7,6 очков и совершая 5,6 подборов за игру.

### В сборной
В 2017 году заняла второе место на чемпионате Америки среди девушек до 16 лет. В 2018 году вызывалась в сборную на чемпионат мира среди девушек до 17 лет, в рамках которого проводила на площадке в среднем более 25 минут и набирала девять очков за игру. В 2019 году приняла участие в чемпионате мира среди девушек до 19 лет.
В 2019 году стала второй по возрасту баскетболисткой, дебютировавшей за национальную сборную Канады после Андреа Блэкуэлл. В том же году выступила на чемпионате Америки, завоевав с командой серебряные медали, а также приняла участие в трёх матчах квалификационного турнира летних Олимпийских игр в Токио. В 2021 году сыграла и на самой Олимпиаде. В том же году вместе со сборной заняла четвёртое место на чемпионате Америки, а спустя два года завоевала бронзовые награды первенства. В июле 2024 года была включена в состав сборной на летние Олимпийские игры 2024 года в Париже, в рамках которого сыграла во всех трёх матчах группового этапа, набирая в среднем 3,3 очка, совершая 4,7 подбора, 1,3 передачи и 1,3 перехвата за игру.

## Личная жизнь
Во время матчей носит косы фиолетового и жёлтого цветов, посвящённые «Лос-Анджелес Лейкерс» и в частности памяти Коби Брайанта.